# Markéta Vondroušová
Markéta Vondroušová, verheiratete Šimková (* 28. Juni 1999 in Sokolov), ist eine tschechische Tennisspielerin. Ihr bisher größter Erfolg ist der Titelgewinn in Wimbledon 2023. Darüber hinaus gelang ihr der Finaleinzug bei den French Open 2019 und der Gewinn der Silbermedaille bei den Olympischen Sommerspielen 2021 in Tokio.

## Karriere
Vondroušová begann im Alter von vier Jahren mit dem Tennissport. Im Alter von neun Jahren spielte sie in der U14 Mädchenmannschaft des TC Stadtsteinach in der Bezirksliga Oberfranken in Deutschland. Mit 15 zog sie nach Prag, um dort zu trainieren. Ihr Stammverein ist I. ČLTK Prag, für den sie seit 2011 spielt. Bereits als Juniorin feierte die ehemalige Nummer eins der Junioren-Weltrangliste insbesondere im Doppel große Erfolge. So gewann sie 2014 an der Seite von Catherine Bellis den renommierten Orange Bowl und erreichte zusammen mit der US-Amerikanerin das Finale des Nachwuchswettbewerbes der French Open. Im Jahr darauf triumphierte sie in Paris gemeinsam mit ihrer Landsfrau Miriam Kolodziejová und errang außerdem den Titel bei den Australian Open sowie bei der Trofeo Bonfiglio, die sie im selben Jahr auch im Einzel gewinnen konnte.
Bereits 2014 debütierte Vondroušová auf der ITF Women’s World Tennis Tour und errang im darauffolgenden Jahr ihren ersten Profititel. 2015 spielte sie bei ihrem Heimturnier in Prag erstmals auf der WTA Tour, nachdem sie von den Veranstaltern eine Wildcard für die Qualifikation erhalten hatte, in der sie bis in die Schlussrunde kam. Bei der Edition des Turniers in 2016 durfte sie sogar im Hauptfeld antreten und erreichte dort nach einem Auftaktsieg über Océane Dodin sogleich die zweite Runde, in der sie Samantha Stosur unterlag. Aufgrund einer Verletzung am Ellenbogen musste Vondroušová die Saison nach ihrer Teilnahme am Juniorenturnier der French Open vorzeitig beenden.
2015 gewann sie zusammen mit Monika Kilnarová und Anna Slováková den Junioren-Fed-Cup. Im Endspiel schlugen sie das Team aus den Vereinigten Staaten mit 2:1.
Zum Beginn des Jahres 2017 kehrte sie mit einer Serie von 20 Siegen in Folge auf die ITF Tour zurück und gewann unter anderem in Grenoble das Turnier der $25.000-Kategorie. Nach zwei weiteren Finalteilnahmen bei niedrigklassigen ITF-Turnieren, qualifizierte sich Vondroušová beim WTA-Turnier in Biel für das Hauptfeld und rückte anschließend bis ins Endspiel vor, in dem sie Anett Kontaveit schlug und damit bei ihrem erst zweiten Auftritt in einer WTA-Hauptrunde ihren ersten Titel gewann. Anschließend triumphierte sie in Trnava bei einem ITF-Turnier der $100.000-Kategorie und stand bei den French Open, ebenfalls aus der Qualifikation kommend, erstmals in der Hauptrunde eines Grand-Slam-Turniers. Dort zog sie nach einem Auftaktsieg gegen Amandine Hesse auf Anhieb in die zweite Runde ein, in der sie an Darja Kassatkina scheiterte. In Wimbledon zog sie daraufhin mit ihrer ehemaligen Juniorendoppelpartnerin Catherine Bellis erstmals in das Viertelfinale eines Grand-Slam-Turniers ein. Nach einem weiteren Titelgewinn bei einem ITF-Turnier der $75.000-Kategorie in ihrer Heimatstadt Prag, schied sie bei den US Open in der ersten Runde aus und beendete daraufhin Ende September die Saison erstmals unter den Top 100 im Ranking. 2018 erreichte Vondroušová bei den Australian Open zum ersten Mal die zweite Runde und stieß danach in Indian Wells ins Achtelfinale vor, in dem sie Petra Martić unterlag. Es folgte eine wechselhafte Phase, in der sie auf Rasen zwar sieglos blieb, in Gstaad auf Sandplatz aber ihr zweites WTA-Halbfinale erzielte und im Anschluss bei den US Open nach einem Dreisatzsieg über Kiki Bertens sogar erstmals in das Achtelfinale eines Grand-Slam-Turniers vorrücken konnte.
2019 gelang Vondroušová dann der internationale Durchbruch. Zunächst sorgte sie bei den Australian Open an der Seite ihrer Landsfrau Barbora Strýcová mit dem Einzug in ihr erstes Grand-Slam-Halbfinale für ihr bestes Resultat im Doppel; dort wurden die beiden erst von den späteren Siegerinnen Samantha Stosur und Zhang Shuai gestoppt. Im Einzelwettbewerb schied sie bereits in der zweiten Runde aus, erreichte aber bei ihren darauffolgenden sechs Turnierteilnahmen mindestens das Viertelfinale. So stand sie jeweils im Endspiel von Budapest und Istanbul, verlor aber beide Finals gegen Alison Van Uytvanck und Petra Martić. Daneben zog sie bei den beiden Premier-Mandatory-Turnieren in Indian Wells, wo sie in der dritten Runde gegen Simona Halep ihren ersten Sieg gegen eine Top-10-Spielerin verbuchen konnte, sowie Miami ins Viertelfinale ein, ehe sie sich Elina Switolina und Karolína Plíšková geschlagen geben musste. Auch in Rom konnte sie in die Runde der letzten Acht vorstoßen und errang dabei in der zweiten Runde gegen Simona Halep ihren zweiten Sieg, bevor sie sich im Viertelfinale Johanna Konta geschlagen geben musste. Den bisher größten Erfolg ihrer Karriere feierte Vondroušová aber bei den French Open 2019, bei denen sie als erste Teenagerin seit Caroline Wozniacki bei den US Open 2009 in das Endspiel eines Grand-Slam-Turniers kam. Auf dem Weg ins Finale, in dem sie Ashleigh Barty unterlag, besiegte sie unter anderem Petra Martić und Johanna Konta, gegen die sie bei Vorbereitungsturnieren auf Sandplatz noch verloren hatte. Nach einem Erstrundenaus in Wimbledon, pausierte sie wegen einer Handgelenksverletzung, die im September einen operativen Eingriff erforderlich machte und sie so bis zum Jahresende außer Gefecht setzte. Dennoch erzielte sie mit Rang 14 ihre bislang höchste Weltranglistenposition und schloss das Jahr auf Platz 16 ab.
Bei den aufgrund der COVID-19-Pandemie erst im Jahr 2021 ausgetragenen Olympischen Sommerspielen in Tokio trat Vondroušová im Einzel und Damendoppel (gemeinsam mit Karolína Plíšková) an. Im Einzel durch ein Protected Ranking startberechtigt, erreichte sie nach u. a. Siegen über die gesetzten Spielerinnen Naomi Ōsaka (Nr. 2) und Elina Switolina (Nr. 4) das Finale. Dort hatte sie in drei Sätzen gegenüber Belinda Bencic (Nr. 9) das Nachsehen (5:7, 6:2, 3:6). Im Damendoppel schied sie mit Plíšková im Achtelfinale gegen die brasilianische Paarung Laura Pigossi und Luisa Stefani ebenfalls in drei Sätzen aus.
2017 gab Vondroušová bei der 2:3-Halbfinalniederlage gegen die USA ihren Einstand für die tschechische Billie-Jean-King-Cup-Mannschaft; ihre Billie-Jean-King-Cup-Bilanz weist bislang 10 Siege bei 1 Niederlage aus.
Bei den Australian Open 2023 gewann sie zuerst gegen Alison Riske-Amritraj und in der zweiten Runde gegen die Weltrangliste-Zweite Ons Jabeur, jeweils in drei Sätzen.
2023 siegte Vondroušová als erste ungesetzte Spielerin der Open Era beim Dameneinzel der Wimbledon Championships. Mit diesem Gewinn kletterte sie in der WTA-Weltrangliste vom 42. auf den 10. Platz.

## Persönliches
Am 16. Juli 2022 heiratete sie ihren langjährigen Freund Štěpán Šimek, mit dem sie seit den Olympischen Sommerspielen 2021 verlobt war. Ihr standesamtlicher Name lautet seither Markéta Šimková.

## Turniersiege

### Einzel
| Nr. | Datum            | Turnier      | Kategorie         | Belag             | Finalgegnerin          | Ergebnis        |
| --- | ---------------- | ------------ | ----------------- | ----------------- | ---------------------- | --------------- |
| 1.  | 16. Mai 2015     | Zielona Góra | ITF $10.000       | Sand              | Natela Dsalamidse      | 6:3, 6:3        |
| 2.  | 20. Juni 2015    | Přerov       | ITF $15.000       | Sand              | Jekaterina Alexandrowa | 6:1, 6:4        |
| 3.  | 20. März 2016    | Antalya      | ITF $10.000       | Sand              | Lisa Sabino            | 6:2, 6:0        |
| 4.  | 22. Januar 2017  | Stuttgart    | ITF $15.000       | Hartplatz (Halle) | Anna Zaja              | 3:6, 6:2, 6:1   |
| 5.  | 5. Februar 2017  | Grenoble     | ITF $25.000       | Hartplatz (Halle) | Anna Blinkowa          | 7:5, 6:4        |
| 6.  | 16. April 2017   | Biel         | WTA International | Hartplatz (Halle) | Anett Kontaveit        | 6:4, 7:66       |
| 7.  | 21. Mai 2017     | Trnava       | ITF $100.000      | Sand              | Verónica Cepede Royg   | 7:5, 7:63       |
| 8.  | 30. Juli 2017    | Prag         | ITF $80.000       | Sand              | Karolína Muchová       | 7:5, 6:1        |
| 9.  | 6. November 2022 | Shrewsbury   | ITF W100          | Hartplatz (Halle) | Eva Lys                | 7:5, 6:2        |
| 10. | 15. Juli 2023    | Wimbledon    | Grand Slam        | Rasen             | Ons Jabeur             | 6:4, 6:4        |
| 11. | 22. Juni 2025    | Berlin       | WTA 500           | Rasen             | Wang Xinyu             | 7:610, 4:6, 6:2 |

### Doppel
| Nr. | Datum            | Turnier           | Kategorie   | Belag             | Partnerin           | Finalgegnerinnen                     | Ergebnis  |
| --- | ---------------- | ----------------- | ----------- | ----------------- | ------------------- | ------------------------------------ | --------- |
| 1.  | 7. März 2015     | Scharm El-Scheich | ITF $10.000 | Hartplatz         | Wera Lapko          | Anna Morgina Caroline Rohde-Moe      | 6:2, 6:4  |
| 2.  | 15. Mai 2015     | Zielona Góra      | ITF $10.000 | Sand              | Miriam Kolodziejová | Natela Dsalamidse Margarita Lasarewa | 6:2, 6:2  |
| 3.  | 19. Juni 2015    | Přerov            | ITF $15.000 | Sand              | Miriam Kolodziejová | Martina Borecká Jesika Malečková     | 6:4, 6:1  |
| 4.  | 21. Januar 2017  | Stuttgart         | ITF $15.000 | Hartplatz (Halle) | Miriam Kolodziejová | Anita Husarić Kimberley Zimmermann   | 7:63, 7:5 |
| 5.  | 30. Oktober 2022 | Poitiers          | ITF W80     | Hartplatz (Halle) | Miriam Kolodziejová | Jessika Ponchet Renata Voráčová      | 6:4, 6:3  |
| 6.  | 6. November 2022 | Shrewsbury        | ITF W100    | Hartplatz (Halle) | Miriam Kolodziejová | Jessika Ponchet Renata Voráčová      | 7:64, 6:2 |

## Juniorinnen Grand-Slam-Titel

### Mädchendoppel
| Nr. | Datum           | Turnier         | Belag     | Partnerin           | Finalgegnerinnen                   | Ergebnis |
| --- | --------------- | --------------- | --------- | ------------------- | ---------------------------------- | -------- |
| 1.  | 30. Januar 2015 | Australian Open | Hartplatz | Miriam Kolodziejová | Katharina Hobgarski Greet Minnen   | 7:5, 6:4 |
| 2.  | 6. Juni 2015    | French Open     | Sand      | Miriam Kolodziejová | Caroline Dolehide Katerina Stewart | 6:0, 6:3 |

## Karrierestatistik und Turnierbilanz

### Einzel
Die letzte Aktualisierung erfolgte nach dem WTA-Turnier in Berlin 2025.
| Turnier                      | 2014      | 2015      | 2016      | 2017              | 2018              | 2019              | 2020              | 2021              | 2022              | 2023              | 2024      | 2025      | T / T       | S/N         | Sieg%       |
| ---------------------------- | --------- | --------- | --------- | ----------------- | ----------------- | ----------------- | ----------------- | ----------------- | ----------------- | ----------------- | --------- | --------- | ----------- | ----------- | ----------- |
| Australian Open              | –         | –         | –         | –                 | 2                 | 2                 | 1                 | AF                | 3                 | 3                 | 1         | –         | 0 / 7       | 9:7         | 56 %        |
| French Open                  | –         | –         | –         | 2                 | 1                 | F                 | 1                 | AF                | –                 | 2                 | VF        | 3         | 0 / 8       | 17:8        | 68 %        |
| Wimbledon                    | –         | –         | –         | 1                 | 1                 | 1                 | n. a.             | 2                 | –                 | S                 | 1         | 2         | 1 / 7       | 9:6         | 60 %        |
| US Open                      | –         | –         | –         | 1                 | AF                | –                 | 2                 | 2                 | –                 | VF                | –         |           | 0 / 5       | 9:5         | 64 %        |
| WTA Finals                   | –         | –         | –         | –                 | –                 | –                 | n. a.             | –                 | –                 | RR                | –         |           | 0 / 1       | 0:3         | 0 %         |
| Doha                         | –         | a. K.     | –         | a. K.             | 2                 | a. K.             | 1                 | a. K.             | –                 | a. K.             | AF        | 1         | 0 / 4       | 2:4         | 33 %        |
| Dubai                        | a. K.     | –         | a. K.     | –                 | a. K.             | –                 | a. K.             | 2                 | a. K.             | 1                 | VF        | 2         | 0 / 4       | 4:4         | 50 %        |
| Indian Wells                 | –         | –         | –         | –                 | AF                | VF                | n. a.             | 1                 | AF                | AF                | 3         | –         | 0 / 6       | 13:5        | 72 %        |
| Miami                        | –         | –         | –         | –                 | 1                 | VF                | n. a.             | AF                | –                 | AF                | –         | –         | 0 / 4       | 9:4         | 69 %        |
| Madrid                       | –         | –         | –         | –                 | –                 | –                 | n. a.             | 1                 | –                 | 2                 | 3         | –         | 0 / 3       | 2:3         | 40 %        |
| Rom                          | –         | –         | –         | –                 | –                 | VF                | HF                | 1                 | –                 | AF                | 3         | –         | 0 / 5       | 11:5        | 69 %        |
| Kanada                       | –         | –         | –         | –                 | –                 | –                 | n. a.             | –                 | –                 | AF                | –         |           | 0 / 1       | 2:1         | 67 %        |
| Cincinnati                   | –         | –         | –         | –                 | 1                 | –                 | 1                 | 1                 | –                 | VF                | –         |           | 0 / 4       | 3:4         | 43 %        |
| Peking                       | –         | –         | –         | –                 | –                 | –                 | nicht ausgetragen | nicht ausgetragen | nicht ausgetragen | 1                 | –         |           | 0 / 1       | 0:1         | 0 %         |
| Wuhan                        | –         | –         | –         | –                 | 1                 | –                 | nicht ausgetragen | nicht ausgetragen | nicht ausgetragen | nicht ausgetragen | –         |           | 0 / 1       | 0:1         | 0 %         |
| Olympische Spiele            | n. a.     | n. a.     | –         | nicht ausgetragen | nicht ausgetragen | nicht ausgetragen | nicht ausgetragen | F                 | n. a.             | n. a.             | –         | n. a.     | 0 / 1       | 5:1         | 83 %        |
| Billie Jean King Cup         | –         | –         | –         | HF                | –                 | PO                | RR                | RR                | HF                | HF                | –         |           | 0 / 5       | 11:2        | 85 %        |
| Statistik                    | Statistik | Statistik | Statistik | Statistik         | Statistik         | Statistik         | Statistik         | Statistik         | Statistik         | Statistik         | Statistik | Statistik | S/N         | S/N         | Sieg%       |
| Turnierteilnahmen            | 2         | 8         | 8         | 17                | 19                | 10                | 10                | 21                | 10                | 17                | 12        | 6         | Gesamt: 140 | Gesamt: 140 | Gesamt: 140 |
| Erreichte Finals             | 0         | 3         | 1         | 7                 | 0                 | 3                 | 0                 | 1                 | 1                 | 1                 | 0         | 1         | Gesamt: 18  | Gesamt: 18  | Gesamt: 18  |
| Gewonnene Titel              | 0         | 2         | 1         | 5                 | 0                 | 0                 | 0                 | 0                 | 1                 | 1                 | 0         | 1         | Gesamt: 11  | Gesamt: 11  | Gesamt: 11  |
| Hartplatz-Siege/-Niederlagen | 0:0       | 9:2       | 1:2       | 41:6              | 12:12             | 13:4              | 4:7               | 29:12             | 19:6              | 23:14             | 5:4       | 4:4       | 160:73      | 160:73      | 69 %        |
| Sand-Siege/-Niederlagen      | 4:2       | 12:3      | 19:5      | 16:3              | 9:5               | 15:3              | 4:3               | 4:4               | 2:1               | 9:3               | 10:5      | 2:1       | 106:38      | 106:38      | 74 %        |
| Rasen-Siege/-Niederlagen     | 0:0       | 0:0       | 0:0       | 3:3               | 0:3               | 1:2               | 0:0               | 1:3               | 0:0               | 9:1               | 1:2       | 5:0       | 20:14       | 20:14       | 59 %        |
| Teppich-Siege/-Niederlagen   | 0:0       | 2:1       | 0:0       | 0:0               | 0:0               | 0:0               | 0:0               | 0:0               | 0:0               | 0:0               | 0:0       | 0:0       | 2:1         | 2:1         | 67 %        |
| Gesamt-Siege/-Niederlagen    | 4:2       | 23:6      | 20:7      | 60:12             | 21:20             | 29:9              | 8:10              | 34:19             | 21:7              | 41:18             | 16:11     | 11:5      | 288:126     | 288:126     | 70 %        |
| Sieg%                        | 67 %      | 79 %      | 74 %      | 83 %              | 51 %              | 76 %              | 44 %              | 64 %              | 75 %              | 69 %              | 59 %      | 69 %      | Gesamt:     | Gesamt:     | 70 %        |
| Jahresendposition            | –         | 429       | 376       | 67                | 67                | 16                | 21                | 35                | 99                | 7                 | 39        |           | N/A         | N/A         | N/A         |

Zeichenerklärung: S = Turniersieg; F, HF, VF, AF = Einzug ins Finale / Halbfinale / Viertelfinale / Achtelfinale; 1, 2, 3 = Ausscheiden in der 1. / 2. / 3. Hauptrunde; RR = Round Robin (Gruppenphase); n. a. = nicht ausgetragen; a. K. = andere Kategorie; PO (Play-off) = Auf- und Abstiegsrunde im Billie Jean King Cup; K1, K2, K3 = Teilnahme in der Kontinentalgruppe I, II, III im Billie Jean King Cup.
Anmerkung: Diese Statistik berücksichtigt alle Ergebnisse im Einzel bei ITF- und WTA-Turnieren. Als Quelle dient die ITF-Seite der Spielerin. Dargestellt sind nur WTA-Turniere der Kategorien Premier Mandatory und Premier 5 (2009–2020) bzw. die WTA-Turniere der Kategorie 1000 (seit 2021).

### Doppel
| Turnier         | 2017 | 2018 | 2019 | 2020 | 2021 | 2022 | 2023 | 2024 | 2025 | Karriere |
| --------------- | ---- | ---- | ---- | ---- | ---- | ---- | ---- | ---- | ---- | -------- |
| Australian Open | —    | 1    | HF   | 1    | 2    | 2    | AF   | —    | —    | HF       |
| French Open     | —    | 1    | 2    | —    | —    | —    | 2    | —    | —    | 2        |
| Wimbledon       | VF   | 1    | —    |      | 2    | —    | AF   | —    | 1    | VF       |
| US Open         | 1    | —    | —    | —    | 2    | —    | AF   | —    |      | AF       |